# Liste der Monuments historiques in Dinard
Die Liste der Monuments historiques in Dinard führt die Monuments historiques in der französischen Gemeinde Dinard auf.

## Liste der Bauwerke
| Bezeichnung                         | Beschreibung | Standort                       | Kennzeichnung | Schutzstatus   | Datum     | Bild |
| ----------------------------------- | ------------ | ------------------------------ | ------------- | -------------- | --------- | ---- |
| Fort                                |              | (Lage)                         | PA00090540    | Classé         | 1952      |      |
| Maison du Prince Noir               |              | (Lage)                         | PA00090541    | Inscrit        | 1952      |      |
| Manoir de la Baronnais (Herrenhaus) |              | (Lage)                         | PA00090542    | Inscrit        | 1972      |      |
| Priorat                             |              | (Lage)                         | PA00090543    | Inscrit        | 1942      |      |
| Villa Greystones                    |              | 16, boulevard de la Mer (Lage) | PA35000055    | Inscrit Classé | 2014 2019 |      |
| Villa Les Roches Brunes             |              | 3, allée des Douaniers (Lage)  | PA35000054    | Inscrit        | 2014      |      |

## Liste der Objekte
- Monuments historiques (Objekte) in Dinard in der Base Palissy des französischen Kultusministeriums